# Borba, Brasilien
Borba är en ort i delstaten Amazonas i norra Brasilien. Den är centralort i en kommun med samma namn och folkmängden uppgick till cirka 14 000 invånare vid folkräkningen 2010. Borba är belägen vid Madeirafloden. Orten har en flygplats som ligger i den sydvästra utkanten.